# Orune
Orune est une commune de la province de Nuoro, dans la région Sardaigne, en Italie.

## Culture

### Personnalités liées à la commune
- Bonaria Manca, peintre d'art naïf[2].

- Antonio Pigliaru (it), né à Orune le 17 août 1922 et mort le 27 mars 1969 à Sassari, juriste, philosophe et éducateur italien.

## Administration
| Période                                  | Période  | Identité         | Étiquette       | Qualité |
| ---------------------------------------- | -------- | ---------------- | --------------- | ------- |
| 28 mai 2002                              | En cours | Francesco Berria | Centro-Sinistra |         |
| Les données manquantes sont à compléter. |          |                  |                 |         |

### Communes limitrophes
Benetutti, Bitti, Dorgali, Lula, Nule, Nuoro.

### Jumelages
Iffendic (France) depuis 2003.